# Le Septième Jour (roman)
Pour les articles homonymes, voir Le Septième Jour.
Le Septième Jour (chinois : 第七天 ; pinyin : Di qi tian) est un roman de Yu Hua paru en 2013.

## Résumé
Le livre parle d'un homme mort, Yang Fei (杨飞), qui réfléchit sur les sept jours précédant sa mort en se rendant au crématorium. Il met en lumière des problèmes de la société chinoise.

## Style d'écriture
Dans le livre figurent des éléments occidentaux, comme la citation de la Genèse à l'incipit du roman et la façon absurde dont l'auteur décrit la réalité.

## Analyse et commentaire
Aux lecteurs qui comparent son œuvre à Cent Ans de solitude de Gabriel García Márquez, Yu Hua répond : « Dans Cent ans de solitude apparaissent beaucoup de faits et événements réels qui se seraient trouvés dans les journaux colombiens de l'époque. Selon l'auteur, il y avait même des gens qui s'approchaient de lui dans la rue et louaient l'authenticité de son œuvre. On ne peut pas comparer Le septième jour à Cent ans de solitude car celui-ci décrit une solitude de cent ans en seulement 20000 caractères, alors que j'avais besoin de plus de 13000 caractères pour décrire une solitude de sept jours ».
Certains[Qui ?] critiquent le livre, affirmant qu'« il ne s'agit que d'un fatras d'actualités sociales ».